# Карл VII (король Франции)
Карл VII Победитель (фр. Charles VII le Victorieux; 22 февраля 1403, Париж — 22 июля 1461, Меэн-сюр-Йевр) — король Франции (провозглашён в 1422 году, коронован в 1429 году) из династии Валуа, пятый сын Карла VI Безумного и Изабеллы Баварской. Его правление было ознаменовано выдающимися военными победами французов под командованием Жанны д’Арк и окончанием Столетней войны, по итогам которой за Англией из её огромных владений на континенте осталось лишь Кале.

## Юность
Карл родился в Париже и был пятым сыном Карла VI Безумного и Изабеллы Баварской. У него было четверо родных братьев, однако все они умерли в юности, оставив ему в наследство множество титулов.
После получения титула дофина 15-летний Карл был вынужден бежать из Парижа в мае 1418 года, так как бургиньоны захватили город. В следующем году Карл попытался заключить соглашение с герцогом Бургундии Жаном Бесстрашным, встретившись с ним на мосту в Пойли, рядом с Мелёном, в июле 1419 года. Эта встреча оказалась безрезультатной, и они снова встретились 10 сентября 1419 года на мосту в Монтро. Люди дофина (Танги дю Шатель, Арно де Барбазан и другие) вероломно напали на герцога и убили его. Степень причастности к убийству самого Карла неизвестна. Позже он предлагал заплатить выкуп сыну убитого герцога, но так и не сделал этого; известно, что до конца жизни он боялся мостов.
В юности Карл отличался храбростью и стремлением к лидерству. Однако два события в 1421 году подорвали его уверенность в себе: он был вынужден бесславно отступить в сражении против Генриха V, а его родители лишили его прав на трон, объявив внебрачным ребёнком своей матери. Оскорблённый и опасающийся за свою жизнь дофин был вынужден просить защиты у Иоланды Арагонской, «королевы четырёх королевств», в Южной Франции и женился на её дочери Марии Анжуйской.
После смерти Карла VI неразрешённым оставался вопрос о его преемнике: если дофин был законнорождённым сыном короля, то он являлся законным наследником трона, в противном случае наследником становился герцог Орлеанский, который к тому времени находился в английском плену. При этом договор в Труа, подписанный Карлом VI в 1420 году, передал трон малолетнему Генриху VI, сыну недавно умершего Генриха V. Ни один из этих трёх кандидатов не имел неоспоримых прав на трон, однако англичане, овладев северной частью Франции с Парижем, были в состоянии требовать признания их короля в контролируемых ими регионах страны. Северной Францией управлял от имени Генриха VI находившийся в Нормандии регент Джон Ланкастерский, герцог Бедфорд.
Карл претендовал на французский трон, однако не был в состоянии предпринять решительную попытку изгнания англичан. Вместо этого он ограничился управлением землями к югу от Луары, сохраняя титул дофина и получив от противников уничижительное прозвище «буржский король» (по названию города, где находилась его резиденция).

## Орлеанская дева
К 1429 году война приняла крайне неблагоприятный для сторонников Карла оборот: Орлеан — последний оплот антианглийских сил в Северной Франции — находился в осаде (с октября 1428 года), а Джон Ланкастерский продвигался в герцогство Бар, сохранявшее верность дофину. Казалось, партия Карла окончательно утрачивает надежду на победу.
Тем временем в деревне Домреми, на границе Лотарингии и Шампани девушка по имени Жанна д’Арк, поверив, что ей поручена божественная миссия, потребовала от герцога Лотарингии солдат и средства, необходимые для поездки в Шинон, к дофину. Ей предоставили эскорт из пяти старых солдат и письма к Карлу от губернатора. Жанна прибыла в Шинон 10 марта 1429 года.
Дальнейшие события полулегендарны. Когда стало известно о прибытии Жанны, Карл решил испытать её. Он спрятался в толпе, а на своё место посадил придворного. Когда вошла Жанна, она поклонилась настоящему Карлу, сказав: «Господь дал вам счастливую жизнь, милый дофин!». После безуспешных попыток убедить её в обратном Карл признал её правоту. Этот случай придал ему уверенности, и он решил отправиться в Реймс — традиционное место коронации французских королей — для официального вступления на трон. Одним из важнейших факторов, придавших уверенность Карлу, являлась его безоговорочная поддержка Рене Добрым.
Жанне д’Арк удалось снять осаду с Орлеана, и молва о ней распространилась по всей Франции. На пути к Реймсу важнейшие города зачастую сдавались деморализованными английскими войсками без боя. Ей удалось через земли, оккупированные англичанами, доставить короля на коронацию, которая состоялась 17 июля 1429 года.
Позже Жанна была захвачена бургундцами, которые продали её англичанам. Согласно канонической версии, 30 мая 1431 года в Руане она была сожжена по обвинению в ереси, а Карл VII не сделал ничего для её спасения.
В 1435 году Карл и Филипп Добрый подписали договор в Аррасе, по которому Бургундия переходила на сторону Франции в войне с Англией. В последующие два десятилетия французские войска освободили практически всю территорию Франции, за исключением порта Кале (утрачен англичанами только в 1558 году).

## Окончание правления
Поздние годы правления Карла VII были омрачены возрастающей враждебностью между ним и его сыном-наследником Людовиком. Людовик требовал большей власти и организовывал заговоры в попытках подорвать власть своего отца. В 1446 году, после того как у Карла родился второй сын, король выслал дофина в его апанаж Дофине. В 1456 году Людовик бежал под защиту герцога Бургундии Филиппа Доброго.
В 1458 году Карл серьёзно заболел: не заживала рана на его ноге (возможно, ранний признак диабета), и инфекция вызвала серьёзную лихорадку. Король призвал Людовика из изгнания, но дофин отказался вернуться и нанял астрологов, чтобы предсказать точный час смерти своего отца. Карл VII прожил ещё два с половиной года, будучи вынужденным в это время усмирять мятежного вассала Жана V д’Арманьяка.
Наконец, в июле 1461 года врачи заключили, что Карл не доживёт до августа. К концу жизни Карла преследовала навязчивая идея, что его отравят по приказу сына. Под давлением болезни его рассудок помутился. У него образовалась опухоль, не дававшая возможности принимать пищу, и 22 июля 1461 года он умер от голода. Похоронен Карл VII был рядом с родителями в Сен-Дени.

## Итоги правления
Хотя царствование Карла VII было омрачено мученической гибелью Жанны д’Арк, сам он немало сделал для возвышения Франции. Когда он умер, Франция была впервые в правление Капетингов, объединена под властью одного монарха и обладала первой регулярной армией, в состав которой входила жандармерия. Также он основал университет Пуатье в 1432 году, а его политика принесла экономическое процветание его подданным. Правление Карла VII было время от времени отмечено нерешительностью и бездействием, однако он несомненно оставил Францию в лучшем положении, чем принял её.
В 1438 году во время политической борьбы с папой Евгением IV утвердил принятую французским духовенством «Прагматическую санкцию», которая провозгласила примат собора над папством и сформулировала основы так называемой свободы галликанской церкви. Этот акт был в течение последующих веков предметом острых споров между апостольской столицей и французским католицизмом.
- Золотые монеты Карла VII
- Рояль д’ор
- Новый экю (1436)
- Золотой франк (1422—1423)

## Семья и внебрачные дети
- Жена: (с 18 декабря 1422 года) Мария Анжуйская (1404—1463), дочь Людовика II Анжуйского. Она родила ему 15 детей:

1. Людовик XI (3 июля 1423 — 30 августа 1483), король Франции с 1461 года
2. Жан (1426)
3. Радегунда (1428—1445)
4. Екатерина (1431 — 30 июля 1446); муж: (с 19 мая 1440 года) Карл Смелый (10 ноября 1433 — 5 января 1477), герцог Бургундии
5. Жак (1432—1437)
6. Иоланда (23 сентября 1434 — 28 августа 1478); муж: (с 1447 года) Амадей IX (1 февраля 1435 — 30 марта 1472), герцог Савойский и князь Пьемонта с 1465 года
7. Жанна (1435—1482); муж: (с 1447 года) Жан II Добрый (1426 — 1 апреля 1488), 6-й герцог де Бурбон с 1456 года
8. Филипп (1436)
9. Маргарита (май 1437—1438)
10. Жанна (7 сентября 1438 — 26 декабря 1446)
11. Мария (7 сентября 1438 — 14 февраля 1439)
12. Жанна (1440)
13. Мария (1441)
14. Мадлен (1 декабря 1443 — 21 января 1495); муж: (с 7 марта 1461 года) Гастон де Фуа (1444—1470), виконт де Кастельбон с 1462 года, принц Вианский
15. Карл (26 декабря 1446 — 24 мая 1472), герцог Беррийский в 1461 — 1465 годах, герцог Нормандский 1465—1469, герцог Гиеньский с 1469 года

- Людовик XI
- Радегунда
- Екатерина
- Иоланда
- Жанна
- Мадлен
- Карл

Внебрачная связь: Агнесса Сорель (1421 — 9 февраля 1450):
- Мария Маргарита (1444—1473); муж: Оливье де Коэтиви, граф Тайбур.
- Шарлотта (сентябрь 1446 — 31 мая 1477); муж: Жак де Брезё, граф Молеврье. Их сын Луи де Брезе был мужем Дианы де Пуатье, любовницы короля Генриха II.
- Жанна (1448 — 1467); муж: (с 23 декабря 1461 года) Антуан де Бей, граф Сансерр, сеньор де Бёй (ум. в 1506/1507 году), сын Жана V де Бёя, соратника Жанны д’Арк.

## В культуре
Карл VII стал персонажем новеллы Александра Дюма-отца «Правая рука кавалера де Жиака» (1836), его же пьесы «Карл VII у своих вассалов».
- В фильме Сесила Блаунта Демилля «Женщина Жанна» (1916) роль Карла исполнил Реймонд Хэттон.
- В фильме Виктора Флеминга «Жанна д’Арк» (1948) роль Карла исполнил Хосе Феррер.
- В фильме Люка Бессона «Жанна д’Арк» (1999) роль Карла исполнил Джон Малкович.
- В телесериале Кристиана Дюгея «Жанна д’Арк» (1999) роль Карла исполнил Нил Патрик Харрис.